# کنفرانس چارلستون
کنفرانس چارلستون یک رویداد سالانه برای کتابخانه های دانشگاهی، کتابداران و ناشران است که در چارلستون، کارولینای جنوبی، در ایالات متحده برگزار می شود. این کتاب بر موضوعاتی مانند اکتساب های کتابخانه دانشگاهی، سریال ها و زیرساخت ها و فناوری کتابخانه تمرکز دارد.
این کنفرانس در سال ۱۹۸۰ توسط کتابدار چارلستون کاتینا استراوچ آغاز شد. استراوچ این رویداد را پس از عدم توانایی مالی برای شرکت در کنفرانس سالانه انجمن کتابخانه های آمریکا آغاز کرد. اولین رویداد با حضور دوجین کتابدار برگزار شد و در سال ۲۰۱۲ به ۱۶۰۰ نفر افزایش یافت.
تمرکز کنفرانس چارلستون بر کسب کتابخانه های تحقیقاتی و دانشگاهی، به ویژه سریال ها و کتاب های دانشگاهی است. همچنین موضوعات زیرساخت کتابخانه، مانند سیستم های فروشنده و فناوری کتابخانه را پوشش می دهد. این کنفرانس یکی از تنها کنفرانس های مهم کتابخانه ای در ایالات متحده است که از یک سازمان بزرگ حرفه ای یا تجاری مستقل است. هر کنفرانس معمولاً دارای یک موضوع متمرکز است، مانند انتشار با دسترسی آزاد یا تأثیر همه‌گیری کووید ۱۹ بر مدیریت مجموعه‌ها. ارائه‌ها و بحث‌ها می‌توانند به طیف وسیعی از مسائلی بپردازند که بر انتشارات علمی و کتابداری تأثیر می‌گذارند، از جمله مجموعه‌های الکترونیکی، یادگیری از راه دور، تنوع، برابری، و ابتکارات شمول، تحقیقات آزاد، توافق‌نامه‌های ناشران، فناوری‌های گردش کار، تجزیه و تحلیل داده‌ها، استانداردها، حق تکثیر، روند تخصیص دولت ایالات متحده، تأثیر یادداشت نلسون ۲۰۲۲ دفتر سیاست علم و فناوری کاخ سفید (OSTP)، آزادی فکری، اطلاعات نادرست و چالش‌های قانونی علیه کتابخانه‌ها بکنند.
این کنفرانس با نشریه Against the Grain مرتبط است که به عنوان یک خبرنامه برای شرکت کنندگان در کنفرانس در سال ۱۹۸۹ آغاز شد. Against the Grain به یک نشریه ادواری برای کتابداران تبدیل شده است که به طیف وسیعی از موضوعات در کتابداری از جمله حق تکثیر آمریکا می پردازد.
از سال ۲۰۰۰ مقالات کنفرانس را در قالب مجموعه مقالات کنفرانس چارلستون منتشر کرد.
1. ↑  Strauch, Katina (15 March 2017). "Charleston Conference".  In McDonald, John D.; Levine-Clark, Michael (eds.). Encyclopedia of Library and Information Sciences (به انگلیسی). CRC Press. pp. 794–805. ISBN 978-1-000-03154-6.
2. ↑  Lawrence, Stratton (November 7, 2012). "Charleston Conference to flood downtown with 1,600 bookworms". Charleston City Paper. Retrieved 2017-04-28.
3. ↑  Hinds, Leah (13 September 2022). "'We're prioritising the in-person event to the highest degree' | Research Information". Research Information.
4. ↑  Eberhart, George M. (2005). "The 25th Charleston Conference: Books and Serials Face an Uncertain but Exciting Future". American Libraries. 36 (11): 34–35. JSTOR 25649786.
5. ↑  Kaufman, Roy (8 December 2022). "Some Observations from Charleston (Open Access Edition):". The Scholarly Kitchen. Retrieved 19 July 2023.
6. ↑  Kubelka, Morgan (December 14, 2021). "Top 10 Trends at Charleston Library Conference 2021". Wiley (به انگلیسی). Retrieved 19 July 2023.
7. ↑  Peet, Lisa (December  8, 2022). "Access from All Angles: Charleston Conference 2022". Library Journal.
8. ↑  White, Meg (30 November 2022). "News & Views: The Nelson Memo – Charleston Perspectives". Delta Think. Retrieved 19 July 2023.
9. ↑  "History of Against the Grain". Charleston Hub.
10. ↑  Gasaway, Laura N. (2013). Copyright Questions and Answers for Information Professionals: From the Columns of Against the Grain (به انگلیسی). Purdue University Press. ISBN 978-1-55753-639-6.
11. ↑  Strauch, Katina P. (2001). Charleston Conference Proceedings, 2001 (به انگلیسی). Libraries Unlimited. ISBN 978-1-59158-073-7.
12. ↑  "Charleston Conference Proceedings on JSTOR". www.jstor.org (به انگلیسی). doi:10.2307/j.ctvh9vzw8. Retrieved 19 July 2023.